# Bundesautobahn 64
De Bundesautobahn 64 (BAB64), ook wel A64 genoemd, is een Duitse autosnelweg die de Luxemburgse grens nabij Wasserbillig met de historische stad Trier verbindt. De weg vormt een belangrijke toegang tot Luxemburg.
Het tracé vanaf de Biewertalbrücke tot aan de A64a telt 3 rijstroken.
Er bestaan plannen tot verlenging richting de A1. Dreieck Trier is al voorbereid voor de afrit Schweich-Ost. Hoewel de afrit nog tot de A1 wordt gerekend, is ze al wel als knooppunt gebouwd. Het tracé moet omgebouwd worden tot autosnelweg. Het verkeer maakt nog gebruik van de A64a en de A602 om de A1 te bereiken.
Deze weg is een onderdeel van de E44.

## A64a
De A64a is een korte Duitse Bundesautobahn in de deelstaat Rijnland-Palts. De weg begint bij de Rastplatz Dicke Buche en eindigt bij de A602 vlakbij Trier.
De gehele A64a is deel van de E44.